# Таргылтыш
Та́ргылтыш (Леший, горномар. Ши́га, восточномар. Якшыва́й) — в марийской мифологии одноглазый дух человека, умершего неестественной смертью.
Вызываются марийскими колдунами-локтызо. Могут насылать порчу. Чтобы не попасть под его власть необходимо соблюдать многочисленные запреты, нормы и правила поведения.
Существуют т. н. Таргылтыш илем (жилище Таргылтыша) — леса, овраги, перекрёстки дорог, где слышны непонятные разговоры, скрип телег, ржание лошадей, крики, смех. Здесь легко потерять ориентировку, получить психологический удар (потеря сознания, сердечный приступ, непонятный испуг) — тёмные силы здесь необычайно сильны.

## Разновидности Таргылтыша
- Кылтымаш — полевой Таргылтыш
- Арылдаш — лесной Таргылтыш